# Maciej Lykowski
Maciej Lykowski (født 28. januar 1978) er en fodboldspiller fra Polen, som spiller som målmand.
Lykowski kom til dansk fodbold i oktober 2001 hvor AGF lejede ham fra Legia Warszawa. I AGF var han tiltænkt en rolle som reservemålmand for resten af sæsonen 2001-02. Den 26. november i Århus Idrætspark fik han sin eneste kamp i Superligaen, da han spillede hele kampen mod Esbjerg fB og lukkede 6 mål ind i nederlaget på 1-6.
I sommeren 2002 rykkede han til Viborg FF som stod og manglede en reservemålmand efter at Casper Jacobsen havde forladt klubben. Lykowski var i 1½ år makker med landsmanden Arek Onyszko, men opnåede aldrig spilletid for 1. holdet i klubben. I december 2003 forlod Maciej Lykowski dansk fodbold og flyttede tilbage til Polen.
Han har siden 2005 spillet for GLKS Nadarzyn som i 2009 spillede i den 3. bedste række i Polen.